# Panika (pleme)
Panika je indijsko pleme, vjerojatno dravidskog porijekla koncentrirano u distriktu Shahdol u indijskoj državi Madhya Pradesh, i dijelom na planinama Maikal među Gondima. Panike se unutar sebe dijele na dvije glavne skupine, to su Kabirpanthi koji slijede Kabirova (1398-1448) učenja o izbjegavanju konzumiranja mesa i alkohola. Druga skupina, poznati kao Sakta, imaju očuvaniji plemenski ustroj a meso jedu slobodno.
Kabirpanthi žive od poljodjelstva u bazenima rijeka, gdje uzgajaju rižu, pšenicu, sirak, slanutak, kukuruz, sezam i drugo. Dio ih je otišao u gradove gdjer su se zaposlili kao preprodavači agrarnih proizvoda koje kupuju od ruralnih Kabirpanthijia, ili su postali ili učitelji i biznismeni. Kod Sakta koji se bave poljodjelstvom još se očuvao lov i sakupljanje, a poznati su i po tkalaštvu.
Znatan dio Panika živi po multinacionalnim selima s Gondima, Baigama, Pardhima i drugim plemenima. Organizirani su po mngim skupinama imenovanim po biljkama i životinjama, unutar kojih je strogo zabranjena ženidba (egzogamija), a djevojke se često udaju prije nego dostignu pubertet. Dok se međ Saktama štuju mnoga seoska božanstva, kod Kabirpanthija nema vjere u idole, hinduizam je među njih došao u 12. stoljeću. Oni čine svoju vlastitu sektu unutar koje nema socijalnih (klasnih) razlika.
Populacija i iznosi 1,171,000	(2008) u Indiji i svega 60 u Bangladešu.

## Vanjske poveznice
- Panika of India